# Прапор Словенії
Прапор Словенії — один з офіційних символів держави Словенія.
Національним прапором Словенії є прямокутне полотнище з трьох рівних смуг: верхньої — білої, середньої — синьої й нижньої — червоного кольору з гербом Словенії, поміщеним у верхню частину прапора ближче до держака. На гербі змальований силует високої гори Словенії — Триглава, а також символічно змальовано Адріатичне море і річки Словенії.
Кольори прапора панслов'янські, вони використовувалися на древніших гербах і вважалися національними ще до прийняття прапора словенськими патріотами у 1848 році.
Прапор асоціювався зі Словенією і під час її перебування у складі Югославії. У 1945 на прапор була поміщена червона зірка. Після здобуття незалежності зірка з прапора була прибрана. Новий прапор був офіційно прийнятий 27 червня 1991 року.

## Кольори
| Схема   | Білий                 | Синій             | Червоний          | Жовтий              |
| ------- | --------------------- | ----------------- | ----------------- | ------------------- |
| CMYK    | 0 0                   | 100 60 0 10       | 0 100 100 0       | 0 10 100 0          |
| RGB     | 255-255-255 (#ffffff) | 0-0-255 (#0000FF) | 255-0-0 (#FF0000) | 255-255-0 (#FFFF00) |
| SCOTDIC | N1 N95                | N46 N722509       | N23 N074014       | N6 N197512          |
| [ 2 ]   |                       |                   |                   |                     |

## Історичні прапори

Прапор у 1943-45
Соціалістична республіка